# Isoentomon hauseri
Isoentomon hauseri är en urinsektsart som först beskrevs av Josef Nosek 1972.  Isoentomon hauseri ingår i släktet Isoentomon och familjen trakétrevfotingar. Inga underarter finns listade i Catalogue of Life.